# Ixora ruttenii
Ixora ruttenii är en måreväxtart som beskrevs av Cornelis Eliza Bertus Bremekamp. Ixora ruttenii ingår i släktet Ixora och familjen måreväxter. Inga underarter finns listade i Catalogue of Life.